# اوپتیارک
اوپتیارک (انگلیسی: Optiarc) شرکت سخت‌افزار آمریکایی است، که در سال ۲۰۰۶ تأسیس شد‌.